# Королевская хартия Род-Айленда
Королевская хартия Род-Айленда (англ. Rhode Island Royal Charter) — документ, утверждённый королём Англии Карлом II в июле 1663 года, обеспечивший королевское признание колонии Род-Айленд и Провиденских плантаций. Хартия заменила Патент на поселение 1643 года и предоставила жителям этих земель множество свобод. Хартия была основным документом колонии (а после образования США в результате войны за независимость — штата) в течение 180 лет, пока не была заменена в 1843 году.
Документ содержал уникальные положения для хартии английской колонии, предоставляя Род-Айленду широкие свободы. Жители колонии получили право исповедовать любую религию по своему выбору, самостоятельно формировать правительство, выбирать губернатора и законодательное собрание (каждое должно было представлять определённое количество людей со своими обязанностями), издавать собственные законы (которые не должны были противоречить английским), определять границы между округами и самостоятельно регулировать торговлю с индейцами. В настоящее время оригинал хартии находится в Капитолии штата Род-Айленд.